# John Lodge
John Charles Lodge (ur. 20 lipca 1945 r. w Erdington k. Birmingham) – angielski muzyk, znany przede wszystkim jako basista i wokalista zespołu The Moody Blues.

## Życiorys

### Początki
Lodge uczęszczał do Birches Green Junior School, Central Grammar School, a następnie Birmingham College of Advanced Technology. Jego pierwszymi muzycznymi inspiracjami byli Buddy Holly i Jerry Lee Lewis. W wieku 15 lat poznał przyszłego kolegę z zespołu Raya Thomasa.

### Kariera z Moody Blues
Lodge napisał wiele z utworów The Moody Blues, między innymi: "Ride My See-Saw, "Eyes of a Child", "Send Me No Wine", "Candle of Life", "Minstrel's Song", "Emily's Song", "Isn't Life Strange" (za ten utwór Lodge otrzymał nagrodę ASCAP), "I'm Just a Singer (In a Rock and Roll Band)" (kolejna nagroda ASCAP), "Steppin' in a Slide Zone", "Talking Out of Turn", "Sitting at the Wheel", "Lean on Me (Tonight)" oraz "Gemini Dream". Za ten ostatni utwór po raz kolejny został nagrodzony nagrodą ASCAP wraz ze współautorem Justinem Haywardem. Magazyn Bass Player umieścił go wśród najbardziej wpływowych basistów magazine w historii.
Od początku swej kariery gra na gitarze Fender Precision Bass. Przez ostatnie kilka lat gra na modelu Fender Jazz Bass. Używa także robionego na zamówienie dwugryfowego Fendera oraz akustycznej, 12-strunowej gitary basowej marki Guild Guitar Company.

### Poza zespołem
Wraz z Haywardem nagrał album Blue Jays wydany w 1975 r. oraz album solowy Natural Avenue z 1977 r. W latach 70' był producentem zespołu Trapeze.
W 1985 wraz z zespołem otrzymał nagrodę Ivor Novello Awards za "niesamowity wkład" rozwój muzyki.

## Życie prywatne
Lodge jest żonaty z Kirsten Lodge od 1968 r. Mają dwoje dzieci: córkę - Emily, urodzoną w 1970 r. oraz syna Kristiana urodzonego w 1972 r. Lodge jest chrześcijaninem. Kilkakrotne przyznawał, że jego wiara uchroniła go przed "zagrożeniami rock and rolla".